# خورخه بورلی
خورخه اُراسیو بورلی (اسپانیایی: Jorge Horacio Borelli‎؛ زادهٔ ۲ نوامبر ۱۹۶۴) یک بازیکن فوتبال اهل آرژانتین است.

## باشگاهی
از باشگاه‌هایی که در آن بازی کرده‌است می‌توان به سن لورنزو، باشگاه فوتبال راسینگ کلاب، ریور پلاته و تیم ملی فوتبال آرژانتین اشاره کرد.

## تیم ملی
وی همچنین در تیم ملی فوتبال آرژانتین بازی کرده‌است.